# Tell It Like It Is (George Benson)
| Recensione | Giudizio |
| ---------- | -------- |
| AllMusic   |          |

Tell It Like It Is è il settimo album del chitarrista e cantante jazz statunitense George Benson, pubblicato dalla A&M Records nel settembre del 1969.

## Tracce

### LP
(1969, A&M Records, SP-3020)
Lato A
1. Soul Limbo (Strumentale) – 3:20 (musica: Booker T. Jones, Steve Cropper, Donald Dunn, Al Jackson Jr.) – Registrato il 16 maggio 1969
2. Are You Happy? (Strumentale) – 2:30 (Kenneth Gamble, Theresa Bell, Jerry Butler) – Registrato il 16 maggio 1969
3. Tell It Like It Is – 2:50 (George Davis, Lee Diamond) – Registrato il 16 maggio 1969
4. Land of 1000 Dances (Strumentale) – 2:45 (Chris Kenner) – Registrato il 16 maggio 1969
5. Jackie, All (Strumentale) – 2:15 (Eumir Deodato) – Registrato il 16 maggio 1969
6. Don't Cha Hear Me Callin' to Ya (Strumentale) – 3:10 (musica: Rudy Stevenson) – Registrato il 29 aprile 1969

Durata totale: 16:50
Lato B
1. Water Brother (Strumentale) – 2:05 (musica: Don Sebesky) – Registrato il 29 aprile 1969
2. My Woman's Good to Me – 3:10 (Billy Sherrill, Glenn Sutton) – Registrato il 20 maggio 1969
3. Jama Joe (Strumentale) – 3:45 (musica: George Benson) – Registrato il 29 aprile 1969
4. My cherie amour (Strumentale) – 3:30 (Henry Cosby, Stevie Wonder, Sylvia Moy) – Registrato il 20 maggio 1969
5. Out in the Cold Again – 2:35 (Ted Koehler, Rube Bloom) – Registrato il 20 maggio 1969

Durata totale: 15:05

## Musicisti
- George Benson – chitarra (in tutti i brani), voce (in: A3, B2 e B5)
- Marty Sheller – arrangiamenti, conduttore musicale
- Rodgers Grant – pianoforte (in: A6, B1 e B3)
- Richard Tee – pianoforte (in: A1, A2, A3, A4, A5, B2, B4 e B5)
- Bob Bushnell – basso (in: A1, A2, A3, A4 e A5)
- Jim Fielder – basso (in: B2, B4 e B5)
- Jerry Jemmott – basso (in: A1, A2, A3, A4, A5, A6, B1 e B3)
- Leo Morris – batteria (in tutti i brani)
- Paul Alicea – percussioni (in tutti i brani)
- Angel Allende – percussioni (in tutti i brani)
- Johnny Pacheco – percussioni (in tutti i brani)
- Arthur Clarke – sassofono (in: A1, A2, A3, A4 e A5)
- Joe Farrell – sassofono (in tutti i brani)
- Sonny Fortune – sassofono (in: A6, B1 e B3), assolo sax alto (in: A6 e B1)
- Joe Henderson – sassofono (in: B2, B4 e B5)
- Hubert Laws – sassofono (in: A6, B1 e B3)
- Bob Porcelli – sassofono (in tutti i brani), assolo sax alto (in: A1), flauto (in: A5)
- Jerome Richardson – sassofono (in: A1, A2, A3, A4, A5, B2, B4 e B5), flauto (in: A5)
- Lew Soloff – tromba (in tutti i brani)
- Jerry Dodgion – flauto (in: A5)

### Produzione
- Creed Taylor – produzione
- Registrazioni effettuate il 29 aprile, 16 e 20 maggio 1969 al Van Gelder Studios di Englewood Cliffs, New Jersey
- Rudy Van Gelder – ingegnere delle registrazioni
- Sam Antupit – design copertina album originale
- Pete Turner – foto copertina album originale[3]

## Classifica
Album
| Anno | Classifica             | Posizione raggiunta |
| ---- | ---------------------- | ------------------- |
| 1969 | Billboard 200          | 145                 |
| 1969 | Top R&B/Hip-Hop Albums | 43                  |